# Vasil Vasilev
Vasil Todorov Vasilev (in bulgaro Васил Тодоров Василев?; Plovdiv, 13 ottobre 1984) è un ex calciatore bulgaro, di ruolo difensore.

## Carriera

### Club
Dopo aver trascorso sette anni nelle sue giovanili, debutta con la maglia del Botev Plovdiv, squadra di cui è divenuto capitano.